# Lillian Cramer
 (signalé en mai 2025).
Si vous disposez d'ouvrages ou d'articles de référence ou si vous connaissez des sites web de qualité traitant du thème abordé ici, merci de compléter l'article en donnant les références utiles à sa vérifiabilité et en les liant à la section « Notes et références ».
- Archive Wikiwix
- Bing
- Cairn
- DuckDuckGo
- E. Universalis
- Gallica
- Google
- G. Books
- G. News
- G. Scholar
- Persée
- Qwant
- (zh) Baidu
- (ru) Yandex
- (wd) trouver des œuvres sur Wikidata

Pour les articles homonymes, voir Cramer.
Lillian Cramer est une patineuse artistique américaine, vice-championne des États-Unis en 1921.

## Biographie

### Carrière sportive
Lillian Cramer est vice-championne des États-Unis en 1921, derrière Theresa Weld-Blanchard.
Elle représente son pays à deux championnats nord-américains (1923 à Ottawa et 1925 à Boston). Elle ne participe jamais, ni aux mondiaux, ni aux Jeux olympiques d'hiver.

## Palmarès
| Compétition                     | 1920 | 1921 | 1922 | 1923 | 1924 | 1925 | 1926 |
| Jeux olympiques d'hiver         |      |      |      |      |      |      |      |
| Championnats du monde           |      |      |      |      |      |      |      |
| Championnats d’Amérique du Nord |      |      |      | 4e   |      | 4e   |      |
| Championnats des États-Unis     | 3e   | 2e   |      | 3e   | F    | 4e   | 4e   |
| Légende : F = Forfait           |      |      |      |      |      |      |      |